# María Teresa de Borbón y Vallabriga
María Teresa Josefa de Borbón y Vallabriga, I condesa de Boadilla del Monte y XV condesa de Chinchón (Velada, Toledo, España, 26 de noviembre de 1780 - París, Francia, 24 de noviembre de 1828) fue una aristócrata española, hija del infante don Luis y primera mujer de Manuel Godoy.
Ostentó por derecho propio y hasta el fin de sus días los títulos de condesa de Boadilla del Monte (desde 1799) y de Chinchón (desde 1803, con grandeza de España), y por matrimonio fue, durante algunos años, princesa de la Paz (1795-1808, con tratamiento de Alteza Serenísima) y duquesa de la Alcudia (1792-1808) y de Sueca (1804-1808, ambos con grandeza), entre otras dignidades.

## Vida

### Años oscuros
María Teresa Josefa, segunda hija del Infante don Luis Antonio de Borbón y Farnesio y María Teresa de Vallabriga y Rozas, nació en Velada (Toledo) el 26 de noviembre de 1780, en el palacio de los Condes de Altamira.
La nueva niña fue bautizada en la parroquia de Velada, figurando como su primer apellido Vallabriga, ya que al igual que sus hermanos no podía utilizar el apellido Borbón, por imposición de Carlos III. Su padre, el infante don Luis, hermano de Carlos III, había sido apartado de la familia real porque había contraído matrimonio morganático (con una mujer que aunque fuera noble, no estaba a su mismo nivel) tras abandonar la carrera eclesiástica a la que había sido dirigido como hijo segundón. Llegó a ejercer como cardenal arzobispo de Toledo y Primado de las Españas y arzobispo de Sevilla, pero no tenía vocación religiosa y renunció a dichos cargos.
María Teresa pasó sus cinco primeros años en Velada y  Arenas de San Pedro, donde fue retratada por Goya al menos en dos ocasiones: en un retrato de cuerpo entero con mantilla (1783; National Gallery de Washington) y en el famoso La familia del infante don Luis (Italia, Fundación Magnani-Rocca). 
A la muerte de su padre en 1785 fue trasladada con su hermana María Luisa de Borbón y Vallabriga al Convento de San Clemente de Toledo. La finalidad de tal reclusión era seguramente evitar su boda con algún noble, lo que significaba prolongar las represalias de Carlos III sobre su familia. [cita requerida] Allí permaneció María Teresa doce años, hasta 1797, en que reinando sus primos Carlos IV y su esposa María Luisa de Parma, esta la elige como esposa en una boda concertada para su ministro Manuel Godoy.

### Un matrimonio concertado
María Teresa ha sido habitualmente etiquetada como «víctima» de los manejos de la reina y de Godoy, pero los historiadores modernos tienden a matizar dicha idea. A cambio de esta boda por interés, ella y su familia fueron compensados por los reyes. Era tan importante para el rey Carlos IV complacer a su esposa que no le importó mucho cambiar todo lo que su padre Carlos III había establecido tan dura e implacablemente para su hermano Luis y sus descendientes.[cita requerida]

María Teresa de Borbón y Vallabriga pintada por Goya en 1783 (Galería Nacional de Arte, Washington D. C.).

El rey concedió a María Teresa de Borbón y Vallabriga el uso del apellido Borbón, como a su hermano Luis María y a su hermana María Luisa, y pasó a ser 1.ª marquesa de Boadilla del Monte, (1799), 15.ª condesa de Chinchón y más tarde también sería grande de España (1823). 
María Teresa apenas conocía a su futuro esposo, pero gracias a la boda, se restituiría el primer apellido Borbón a los tres hermanos y los privilegios que les correspondían por nacimiento. Serían aceptados en la corte con todos los honores de su rango. Se les concedió Grandeza de España de primera clase, permitiéndoles utilizar el escudo y las armas de la familia Borbón. Para dar a la novia una «dignidad» acorde a Godoy, había que enmendar los errores cometidos en el pasado, entre ellos modificar las inscripciones que se habían hecho en las partidas de bautismo de los hijos de don Luis con las notas correspondientes que figuraban en los libros parroquiales. Se mandó una real orden al Obispo de Ávila, ordenándole que recogiese y remitiese las partidas de bautismo que existían en sus archivos relativos a los hijos del Infante don Luis, donde solo estaba escrito el apellido de la madre; se ordenaba también que pusiese en todas las partidas en primer lugar el apellido Borbón correspondiente al padre y luego el de la madre, lo que el Obispo hizo de inmediato.
También la madre de María Teresa sería resarcida; el rey le permitía usar el título de infanta y fue condecorada junto a sus dos hijas con la Real Orden de Damas Nobles de María Luisa.
Se concedieron pensiones a las hijas del Infante don Luis: la primera fue de 360 reales anuales, concedida por Real Orden de 2 de octubre de 1797, la segunda de 200 reales por otra Real Orden de 27 de septiembre de 1802.
El hijo mayor Luis María de Borbón y Vallabriga, que había estado en toda la negociación de la boda de su hermana, agradecía al rey desde Sevilla la concesión de tantos favores, que también a él le habían beneficiado pues en poco tiempo sería nombrado Arzobispo de Toledo y después Arzobispo de Sevilla.
La noticia de su compromiso fue recibida por María Teresa con cierta alegría, pues por fin saldría de aquel aburrido encierro, para convertirse en la esposa de un hombre importante, muy ligado a la vida pública y a la familia real, que le iba a proporcionar una vida cómoda y respetable. Además para ella fue una gran satisfacción ver cómo toda su familia, con motivo de su boda, recuperaba la dignidad perdida y era colocada en la más alta posición.

### Triste vida de casada

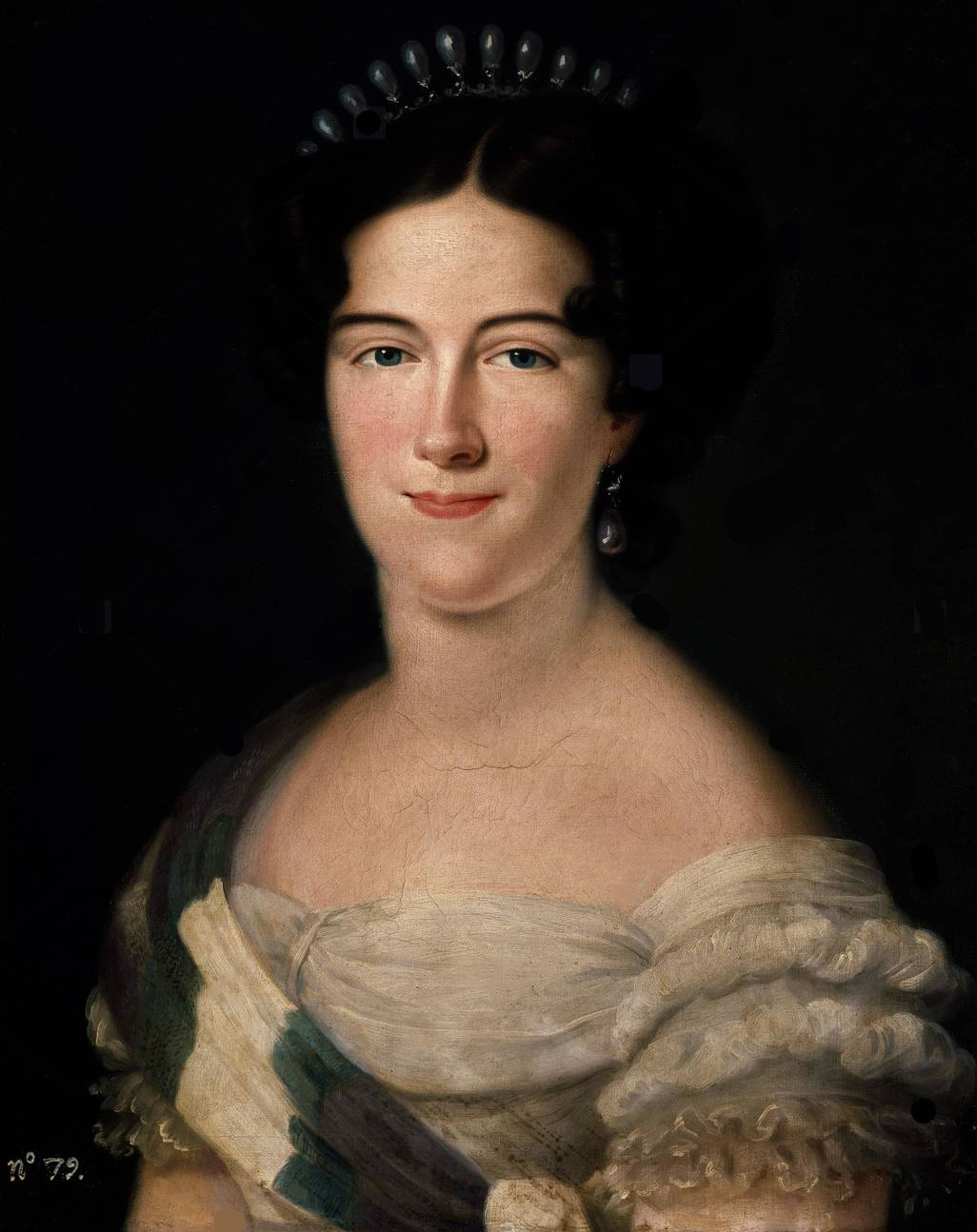
Su hija, Carlota de Godoy y Borbón, II duquesa de Sueca. 1817.

Una vez concretadas todas las cláusulas del nuevo matrimonio, se celebró la boda con toda pompa en el Monasterio de El Escorial, el 2 de octubre de 1797. Se instalaron en el que sería conocido como palacio de la Duquesa de Sueca. Pero el desencanto vendría pronto. Apenas recién casados, María Teresa pudo comprobar que su esposo (al que si no le podía exigir amor por lo menos sí respeto) no le profesaba ninguna de las dos cosas; estaba enamorado desde hacía tiempo de Pepita Tudó que convivía con ellos en la misma casa y descaradamente acudía a los actos públicos y privados con Godoy. Esta tensa situación hizo que la joven, retraída y tímida, se fuera encerrando en sí misma, acumulando un odio a su marido cada vez más intenso. Quizá su inseguridad o su escaso mundo no le permitieron sobrellevar la situación y encontrar otros horizontes en su vida que la hubieran hecho algo feliz.

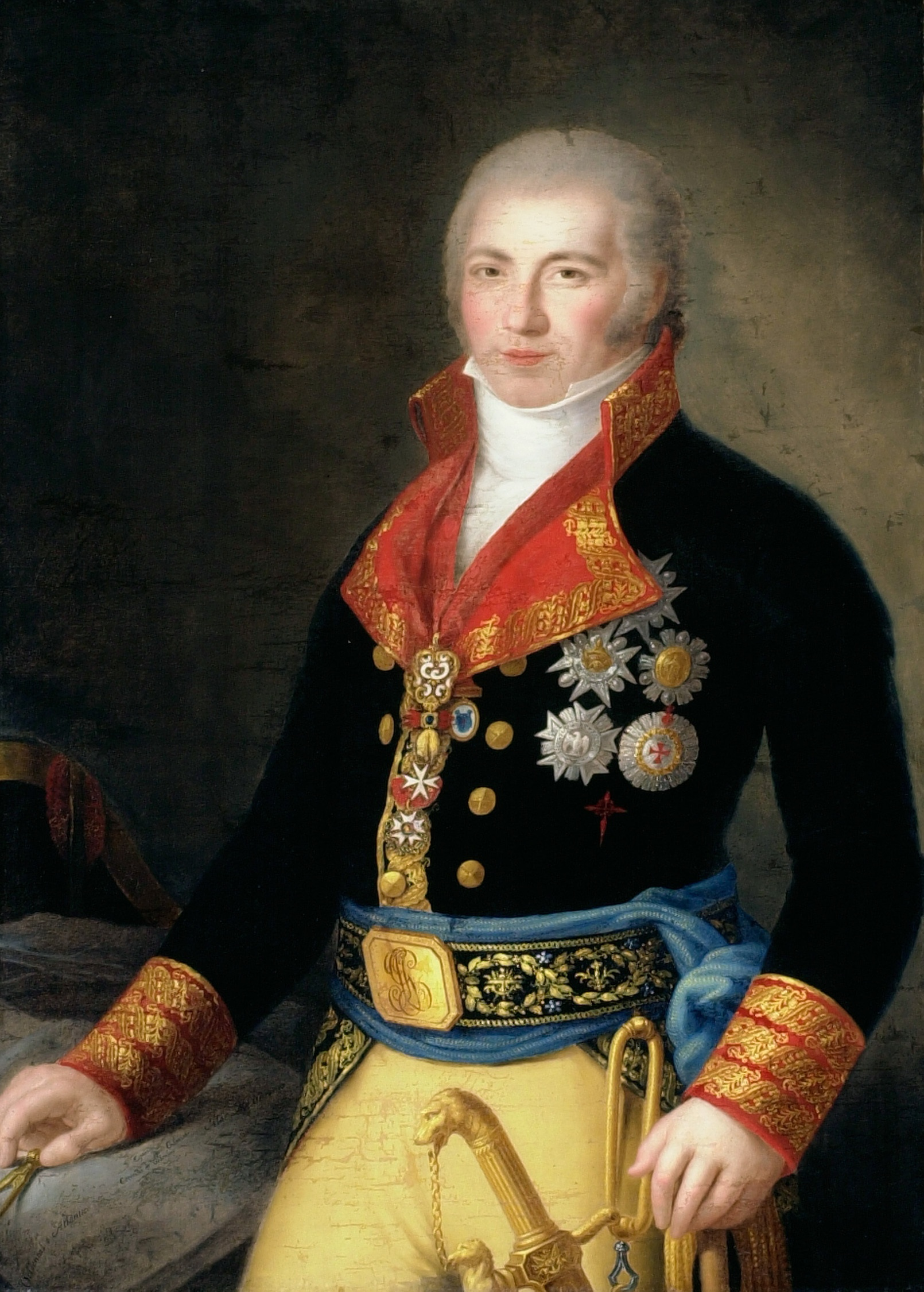
Manuel Godoy, príncipe de la Paz.

La reina María Luisa, siempre entrometida en la vida de su favorito, estaba muy preocupada por la relación del matrimonio y se permitía escribir a uno y a otro, dándoles sus maternales consejos. Cuando María Teresa quedó embarazada les hizo trasladarse al Palacio Real de Madrid para cuidar de ella personalmente, disponiendo que la llevaran en silla de manos para que no se fatigara caminando. Fue durante la gestación, cuando María Teresa posó para su famoso retrato del Museo del Prado.
El 7 de octubre de 1800 nació la única hija de los Príncipes de la Paz, casados el 2 de octubre de 1797, Carlota Luisa de Godoy y Borbón. Los reyes fueron desde El Escorial para apadrinarla en una ceremonia celebrada por el Arzobispo de Toledo (que había sido Inquisidor General), Francisco Antonio de Lorenzana, en la propia habitación del rey. La madre y la hija fueron nombradas damas de la Orden de las Damas Nobles de la Reina María Luisa.
Pero ni siquiera la llegada de su hija la hizo feliz. Godoy se seguía lamentando, en sus cartas a la reina, del mal carácter de su esposa y de sus rarezas, e incluso del poco caso que hacía a la niña, a la que él llamaba cariñosamente “la mona” y por la que sentía una debilidad enorme, pues le contaba a la reina los más pequeños detalles y gracias de su hijita. A la vez que criticaba y despreciaba a su esposa: “… pocas almas habrá tan patéticas e indiferentes…”. María Teresa no soportaba más su situación matrimonial y en 1804 intenta abandonar a su familia, viajando a Toledo en busca del apoyo de su hermano, pero la reina María Luisa le escribe una carta recriminándole su actitud, aduciendo que ninguna mujer decente se podía ir sola sin su familia.
En 1803 el Cardenal Luis María de Borbón había cedido toda su parte de la herencia paterna a su hermana María Teresa, convirtiéndola en la XV Condesa de Chinchón.
Pocos años más de infelicidad conyugal le quedaban a la Condesa, pues los extraordinarios acontecimientos de 1808 iban a dar un gran giro a sus vidas. Después del Motín de Aranjuez, en el que Godoy era detenido en su palacio de Aranjuez y encarcelado, María Teresa huía a Toledo al lado de su hermano, abandonando para siempre a su odiado esposo. Dejó a su hija con los reyes, que la llevarían consigo a su exilio, donde se reuniría poco más tarde con su padre. Con la invasión de los franceses empezaba otro periodo difícil y triste para la princesa. Ella y su hermana dejaron de percibir la renta que se les había asignado –incautada por los enemigos- y perdieron todo lo que tenían, llegando a pasar momentos de verdadera penuria, en el que incluso tuvieron que vender sus alhajas para mantenerse.
María Teresa viviría con su hermano todos los acontecimientos políticos de la alborotada época. Desde Toledo viajaron a Andalucía, donde volverían a ver a sus sobrinas (hijas de su media hermana por parte de padre, casada con un acaudalado noble, pariente lejano de Godoy, y fallecida muy joven). Luis María fue nombrado presidente de la Regencia en 1809 y aprobó la Constitución de Cádiz en 1812. 

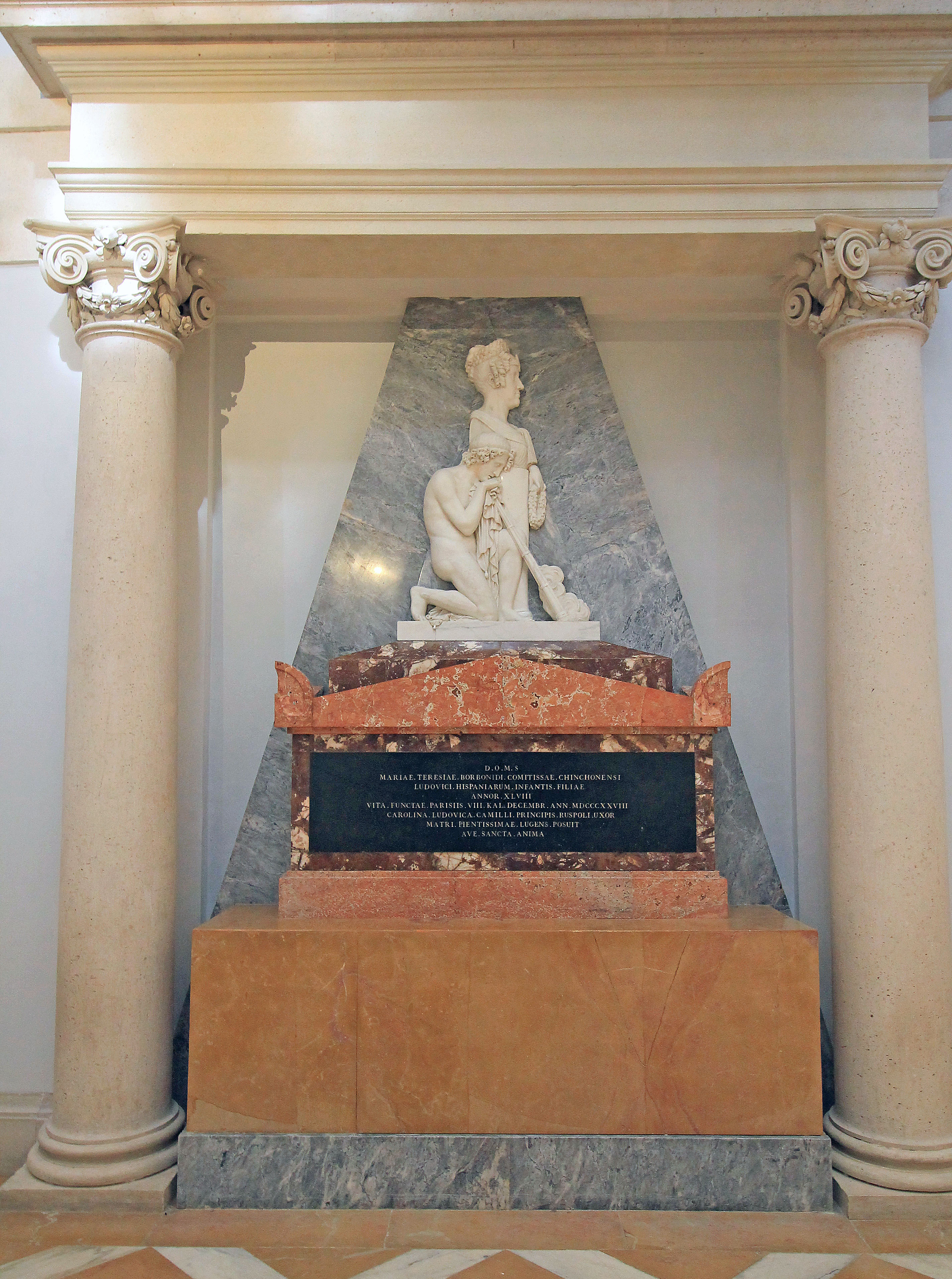
Sepulcro de María Teresa de Borbón, en el Palacio de Boadilla del Monte, obra de Valeriano Salvatierra.

Pero a la vuelta de Fernando VII, el Cardenal Luis María de Borbón y Vallabriga cayó en desgracia y fue confinado en Toledo, acompañado por María Teresa, de donde solo salieron para asistir al entierro de su madre en Zaragoza, en febrero de 1820. Al no haber muchos datos, no sabemos si la Condesa volvió al palacio de Boadilla del Monte, aunque en el Archivo del Palacio Real se conserva una carta del año 1817, en la que María Teresa pide a Aranjuez árboles para sus jardines de Boadilla, por lo que se deduce que alguna temporada debió pasar en él.
El 8 de noviembre de 1821 su hija Carlota Luisa de Godoy y Borbón se casó en Madrid con el príncipe italiano Camillo Ruspoli von Khevenhüller-Mestch.

### Exilio en París y fallecimiento
El cardenal Luis María murió en marzo de 1823 y María Teresa no tuvo más remedio que exiliarse en París en 1824, debido a su vinculación con los constitucionalistas y sus ideas liberales. Allí se reunió con su hermana María Luisa y el esposo de ésta, el duque de San Fernando de Quiroga.
Pero en París tampoco mejoró su vida. Vivió un tortuoso romance con el coronel Mateos, que se enriqueció a su costa y la maltrataba. Pasó una seria crisis económica que la obligó a vender algunos cuadros y joyas familiares; pero por suerte para el Museo del Prado, ella no logró vender el famoso Cristo de San Plácido de Diego Velázquez, que pasaría a manos de su cuñado, quien a su vez lo regaló a Fernando VII. La Condesa de Chinchón murió el 24 de noviembre de 1828, a causa de un cáncer de matriz que le había sido diagnosticado  cinco meses antes. 
Su hermana María Luisa de Borbón y Vallabriga, que se había casado en 1817 con el murciano Joaquín José de Melgarejo y Saurín, que la había cuidado sin descanso, se ocupó de trasladar sus restos al Palacio de Boadilla del Monte, acompañados por el Capellán de la Embajada de España. La tumba, de línea clasicista y diseñada por Valeriano Salvatierra en 1828, subsiste hoy en día.
A los pocos días de su muerte, su viudo Manuel Godoy se casó con la que había sido su amante durante casi cuarenta años, Pepita Tudó.

## Ascendientes
| \| \| \| \| \| \| \| \| \| \| \| \| \| \| \| \| \| \| \| \| 8. Luis de Francia, Delfín de Francia \| \| \| \| \| \| \| \| \| \| \| \| \| \| \| \| \| \| \| \| \| \| \| \| \| \| \| \| \| \| \| \| \| \| \| \| \| \| \| \| \| \| \| \| \| \| \| \| \| \| \| \| \| \| 4. Felipe V de España \| \| \| \| \| \| \| \| \| \| \| \| \| \| \| \| \| \| \| \| \| \| \| \| \| \| \| \| \| \| \| \| \| \| \| \| \| \| \| \| \| \| \| \| \| \| \| \| \| \| \| \| \| \| 9. María Ana Cristina de Baviera \| \| \| \| \| \| \| \| \| \| \| \| \| \| \| \| \| \| \| \| \| \| \| \| \| \| \| \| \| \| \| \| \| \| \| \| \| \| \| \| \| \| \| \| \| \| \| \| \| \| \| \| \| \| 2. Luis Antonio Jaime de Borbón y Farnesio, XIV conde de Chinchón \| \| \| \| \| \| \| \| \| \| \| \| \| \| \| \| \| \| \| \| \| \| \| \| \| \| \| \| \| \| \| \| \| \| \| \| \| \| \| \| \| \| \| \| \| \| \| \| \| \| \| \| \| \| 10. Odoardo II de Parma \| \| \| \| \| \| \| \| \| \| \| \| \| \| \| \| \| \| \| \| \| \| \| \| \| \| \| \| \| \| \| \| \| \| \| \| \| \| \| \| \| \| \| \| \| \| \| \| \| \| \| \| \| \| 5. Isabel de Farnesio \| \| \| \| \| \| \| \| \| \| \| \| \| \| \| \| \| \| \| \| \| \| \| \| \| \| \| \| \| \| \| \| \| \| \| \| \| \| \| \| \| \| \| \| \| \| \| \| \| \| \| \| \| \| 11. Dorotea de Neoburgo \| \| \| \| \| \| \| \| \| \| \| \| \| \| \| \| \| \| \| \| \| \| \| \| \| \| \| \| \| \| \| \| \| \| \| \| \| \| \| \| \| \| \| \| \| \| \| \| \| \| \| \| \| \| 1. María Teresa de Borbón y Vallabriga, XV condesa de Chinchón \| \| \| \| \| \| \| \| \| \| \| \| \| \| \| \| \| \| \| \| \| \| \| \| \| \| \| \| \| \| \| \| \| \| \| \| \| \| \| \| \| \| \| \| \| \| \| \| \| \| \| \| \| \| 12. José de Vallabriga \| \| \| \| \| \| \| \| \| \| \| \| \| \| \| \| \| \| \| \| \| \| \| \| \| \| \| \| \| \| \| \| \| \| \| \| \| \| \| \| \| \| \| \| \| \| \| \| \| \| \| \| \| \| 6. José de Vallabriga y Español, señor de Soliveta \| \| \| \| \| \| \| \| \| \| \| \| \| \| \| \| \| \| \| \| \| \| \| \| \| \| \| \| \| \| \| \| \| \| \| \| \| \| \| \| \| \| \| \| \| \| \| \| \| \| \| \| \| \| 13. María Antonia Español, señora de Soliveta \| \| \| \| \| \| \| \| \| \| \| \| \| \| \| \| \| \| \| \| \| \| \| \| \| \| \| \| \| \| \| \| \| \| \| \| \| \| \| \| \| \| \| \| \| \| \| \| \| \| \| \| \| \| 3. María Teresa de Vallabriga, Rozas, Español y Drummond de Melfort \| \| \| \| \| \| \| \| \| \| \| \| \| \| \| \| \| \| \| \| \| \| \| \| \| \| \| \| \| \| \| \| \| \| \| \| \| \| \| \| \| \| \| \| \| \| \| \| \| \| \| \| \| \| 14. José de Rozas y Meléndez de la Cueva, I duque de San Andrés, II conde de Castelblanco \| \| \| \| \| \| \| \| \| \| \| \| \| \| \| \| \| \| \| \| \| \| \| \| \| \| \| \| \| \| \| \| \| \| \| \| \| \| \| \| \| \| \| \| \| \| \| \| \| \| \| \| \| \| 7. Josefa de Rozas y Drummond de Melfort, IV condesa de Castelblanco \| \| \| \| \| \| \| \| \| \| \| \| \| \| \| \| \| \| \| \| \| \| \| \| \| \| \| \| \| \| \| \| \| \| \| \| \| \| \| \| \| \| \| \| \| \| \| \| \| \| \| \| \| \| 15. Francisca Drummond de Melfort y Wallace \| \| \| \| \| \| \| \| \| \| \| \| \| \| \| \| \| \| \| \| \| \| \| \| \| \| \| \| \| \| \| \| \| \| \| \| \| \| \| \| \| \| \| \| \| \| \| \| \| \| \| \| |                                                                                           |  |  |  |  |  |  |  |  |  |  |  |  |  |  |  |
| |                                                                                           |  |  |  |  |  |  |  |  |  |  |  |  |  |  |  |
| | 8. Luis de Francia, Delfín de Francia                                                     |  |  |  |  |  |  |  |  |  |  |  |  |  |  |  |
| |                                                                                           |  |  |  |  |  |  |  |  |  |  |  |  |  |  |  |
| |                                                                                           |  |  |  |  |  |  |  |  |  |  |  |  |  |  |  |
| | 4. Felipe V de España                                                                     |  |  |  |  |  |  |  |  |  |  |  |  |  |  |  |
| |                                                                                           |  |  |  |  |  |  |  |  |  |  |  |  |  |  |  |
| |                                                                                           |  |  |  |  |  |  |  |  |  |  |  |  |  |  |  |
| | 9. María Ana Cristina de Baviera                                                          |  |  |  |  |  |  |  |  |  |  |  |  |  |  |  |
| |                                                                                           |  |  |  |  |  |  |  |  |  |  |  |  |  |  |  |
| |                                                                                           |  |  |  |  |  |  |  |  |  |  |  |  |  |  |  |
| | 2. Luis Antonio Jaime de Borbón y Farnesio, XIV conde de Chinchón                         |  |  |  |  |  |  |  |  |  |  |  |  |  |  |  |
| |                                                                                           |  |  |  |  |  |  |  |  |  |  |  |  |  |  |  |
| |                                                                                           |  |  |  |  |  |  |  |  |  |  |  |  |  |  |  |
| | 10. Odoardo II de Parma                                                                   |  |  |  |  |  |  |  |  |  |  |  |  |  |  |  |
| |                                                                                           |  |  |  |  |  |  |  |  |  |  |  |  |  |  |  |
| |                                                                                           |  |  |  |  |  |  |  |  |  |  |  |  |  |  |  |
| | 5. Isabel de Farnesio                                                                     |  |  |  |  |  |  |  |  |  |  |  |  |  |  |  |
| |                                                                                           |  |  |  |  |  |  |  |  |  |  |  |  |  |  |  |
| |                                                                                           |  |  |  |  |  |  |  |  |  |  |  |  |  |  |  |
| | 11. Dorotea de Neoburgo                                                                   |  |  |  |  |  |  |  |  |  |  |  |  |  |  |  |
| |                                                                                           |  |  |  |  |  |  |  |  |  |  |  |  |  |  |  |
| |                                                                                           |  |  |  |  |  |  |  |  |  |  |  |  |  |  |  |
| | 1. María Teresa de Borbón y Vallabriga, XV condesa de Chinchón                            |  |  |  |  |  |  |  |  |  |  |  |  |  |  |  |
| |                                                                                           |  |  |  |  |  |  |  |  |  |  |  |  |  |  |  |
| |                                                                                           |  |  |  |  |  |  |  |  |  |  |  |  |  |  |  |
| | 12. José de Vallabriga                                                                    |  |  |  |  |  |  |  |  |  |  |  |  |  |  |  |
| |                                                                                           |  |  |  |  |  |  |  |  |  |  |  |  |  |  |  |
| |                                                                                           |  |  |  |  |  |  |  |  |  |  |  |  |  |  |  |
| | 6. José de Vallabriga y Español, señor de Soliveta                                        |  |  |  |  |  |  |  |  |  |  |  |  |  |  |  |
| |                                                                                           |  |  |  |  |  |  |  |  |  |  |  |  |  |  |  |
| |                                                                                           |  |  |  |  |  |  |  |  |  |  |  |  |  |  |  |
| | 13. María Antonia Español, señora de Soliveta                                             |  |  |  |  |  |  |  |  |  |  |  |  |  |  |  |
| |                                                                                           |  |  |  |  |  |  |  |  |  |  |  |  |  |  |  |
| |                                                                                           |  |  |  |  |  |  |  |  |  |  |  |  |  |  |  |
| | 3. María Teresa de Vallabriga, Rozas, Español y Drummond de Melfort                       |  |  |  |  |  |  |  |  |  |  |  |  |  |  |  |
| |                                                                                           |  |  |  |  |  |  |  |  |  |  |  |  |  |  |  |
| |                                                                                           |  |  |  |  |  |  |  |  |  |  |  |  |  |  |  |
| | 14. José de Rozas y Meléndez de la Cueva, I duque de San Andrés, II conde de Castelblanco |  |  |  |  |  |  |  |  |  |  |  |  |  |  |  |
| |                                                                                           |  |  |  |  |  |  |  |  |  |  |  |  |  |  |  |
| |                                                                                           |  |  |  |  |  |  |  |  |  |  |  |  |  |  |  |
| | 7. Josefa de Rozas y Drummond de Melfort, IV condesa de Castelblanco                      |  |  |  |  |  |  |  |  |  |  |  |  |  |  |  |
| |                                                                                           |  |  |  |  |  |  |  |  |  |  |  |  |  |  |  |
| |                                                                                           |  |  |  |  |  |  |  |  |  |  |  |  |  |  |  |
| | 15. Francisca Drummond de Melfort y Wallace                                               |  |  |  |  |  |  |  |  |  |  |  |  |  |  |  |
| |                                                                                           |  |  |  |  |  |  |  |  |  |  |  |  |  |  |  |
| |                                                                                           |  |  |  |  |  |  |  |  |  |  |  |  |  |  |  |

| Predecesor: Luis María de Borbón y Vallabriga | Condesa de Chinchón 1803-1828           | Sucesor: Carlota Luisa de Godoy y Borbón |
| Predecesor: Creación por Carlos IV            | Condesa de Boadilla del Monte 1799-1828 | Sucesor: Carlota Luisa de Godoy y Borbón |

## En el cine
Películas en las que aparece el personaje de María Teresa de Borbón.
| Año  | Película   | Director   | Actriz que interpreta a la Condesa |
| ---- | ---------- | ---------- | ---------------------------------- |
| 1999 | Volavérunt | Bigas Luna | María Alonso                       |